# Henri Alleg

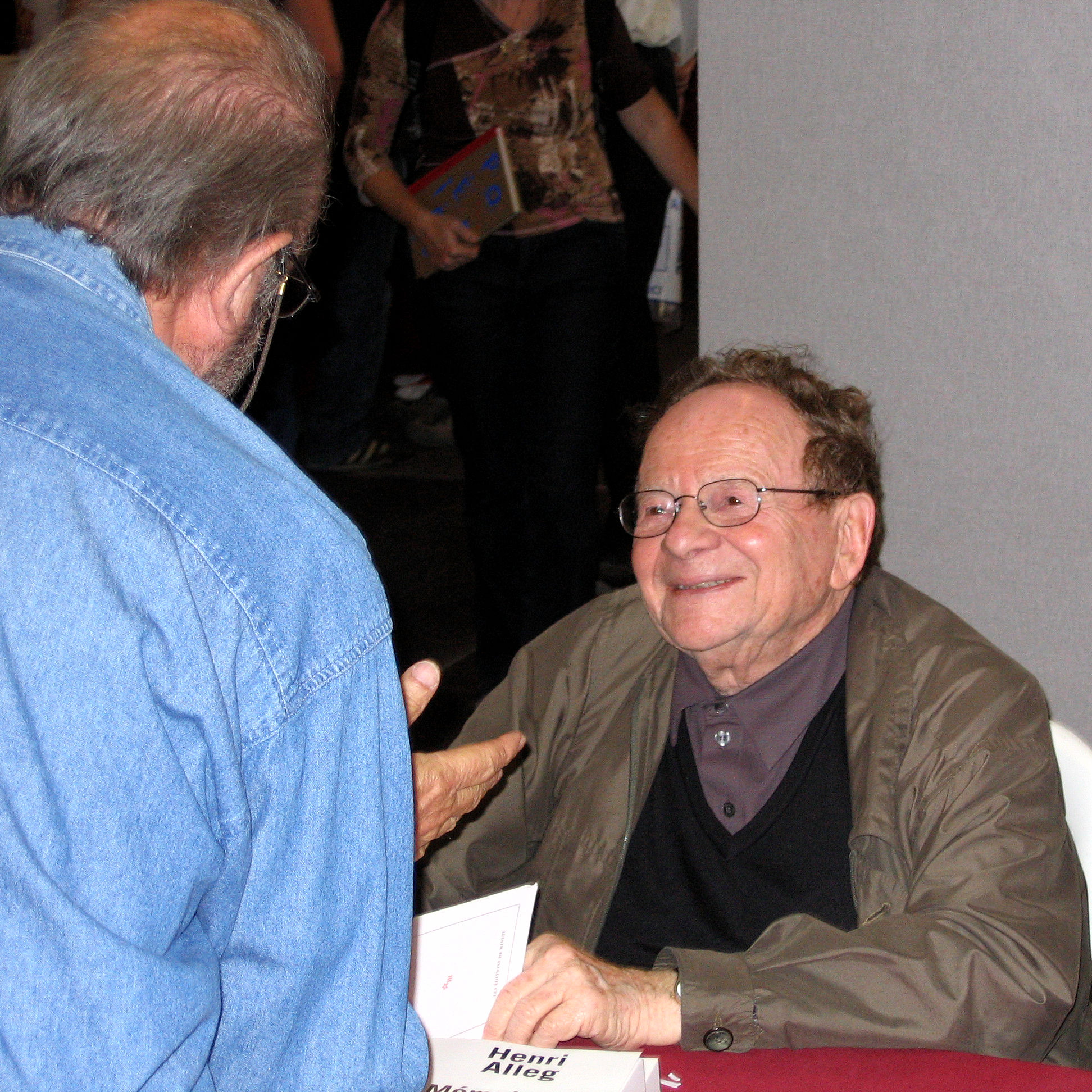
Henri Alleg
(Fête de l’Humanité, 2008)

Henri Alleg (* 20. Juli 1921 in London als Harry Salem; † 17. Juli 2013 in Paris) war ein französisch-algerischer kommunistischer Journalist und Kämpfer für die algerische Unabhängigkeit.

## Leben
Harry Salems polnisch-jüdische Eltern übersiedelten Anfang der 1920er-Jahre von Großbritannien nach Frankreich. Er zog 1939 in das französische Algerien, das während der deutschen Besetzung Frankreichs von Vichy-Frankreich aus verwaltet und 1943 von den Alliierten erobert wurde. Alleg wurde 1942 Mitglied der Kommunistischen Partei Algeriens (PCA). 1946 heiratete er Gilberte Serfaty, mit der er zwei Kinder hatte, André (* 1946) und den späteren Philosophen Jean Salem. Er arbeitete seit 1950 unter dem Namen Alleg als Redakteur und ab 1951 als Chefredakteur für die Tageszeitung Alger républicain, die gegen die Kolonialherrschaft Frankreichs im Maghreb agitierte. Nach Ausbruch des Algerienkriegs 1954 wurde die Zeitung und die algerische KP 1955 verboten. Alleg tauchte 1956 unter, schrieb aber weiterhin für die französische kommunistische Zeitung l’Humanité. Während der Schlacht von Algier 1957 wurde er von Jacques Massus Fallschirmjägertruppen gefasst.

## Folterungen undLa Question
Alleg wurde nach einem Monat Folter im Verhörzentrum in El Biar in ein Internierungslager und danach ins Zivilgefängnis von Algier transferiert, wo er heimlich einen Bericht über die Folter verfasste, den er stückweise über seine Rechtsanwälte nach außen schmuggelte. Maurice Audin sah er kurz vor dessen Tod in der Gefangenschaft.
Die Schilderung der Folter mit Elektroschocks, Feuer und Waterboarding, die Injektion von Thiopental als Wahrheitsserum sowie die Beschreibung des psychischen Drucks durch die Bedrohung von Allegs Frau und Kindern stehen im Mittelpunkt des Berichts La Question. Ein erster Vorabdruck sollte im Juli 1957 in der L’Humanité veröffentlicht werden, fiel aber der Pressezensur und einer Beschlagnahmung der entsprechenden Auflage zum Opfer. Alleg wurde nach öffentlichen Protesten einem zivilen Gericht übergeben, was ihm möglicherweise das Leben rettete. Jérôme Lindon, der Verleger des Résistance-Verlages Éditions de Minuit, veröffentlichte das Dokument am 12. Februar 1958 als Buch. Binnen zwei Wochen wurden über 60.000 Exemplare verkauft. Trotz der Proteste von André Malraux, François Mauriac und Jean-Paul Sartre wurde das Buch am 27. März verboten und die verbleibenden Exemplare der ersten Auflage beschlagnahmt. Als Begründung wurde die Untergrabung des Wehrwillens und der Verteidigung Frankreichs genannt (participation à une entreprise de démoralisation de l’armée, ayant pour objet de nuire à la défense nationale). In der Schweiz wurde das Buch erneut aufgelegt, bis Ende 1958 wurden 162.000 Exemplare in Frankreich abgesetzt.
Trotz der Zensur wurde La Question auch weiterhin in Frankreich gedruckt und vertrieben. Die französische Regierung widersprach der Darstellung Allegs und entlastete die beschuldigten Offiziere.
Der in einer nüchternen Sprache gehaltene Bericht öffnete einen Blick auf die später als „Französische Doktrin“ bekannt gewordenen Methoden zur staatlichen Bekämpfung von Untergrund- und Widerstandsbewegungen. Dazu gehörte vor allem das so genannte „Verschwindenlassen“ von Verdächtigen, was die massenhafte, oft geheim durchgeführte Verhaftung von verdächtigen Zivilisten, deren systematische Folter und häufig nachfolgende illegale Tötung umfasste. Trotz der erheblichen innenpolitischen Kritik exportierte Frankreich diese maßgeblich von dem Offizier Roger Trinquier entwickelten Methoden durch Entsendung von Militärberatern nach dem Algerienkrieg unter anderem nach Lateinamerika. Dort spielten sie von den 1960er- bis zu den 1980er-Jahren eine zentrale Rolle beim gewaltsamen Verschwinden und der Ermordung zehntausender Menschen (Desaparecidos) durch die Pinochet-Diktatur in Chile, die Argentinische Militärdiktatur und die Militärregierungen zahlreicher weiterer Staaten.
In Frankreich, besonders im Staatsapparat, galt es lange als tabu, überhaupt vom „Algerienkrieg“ (Guerre d’Algérie) zu sprechen. Erst 1999 wurde ein Gesetz verabschiedet, das den Ausdruck Guerre d’Algérie offiziell erlaubte. Eine gesellschaftliche Debatte über die – außer von Henri Alleg auch von vielen anderen Zeugen berichteten – systematischen Menschenrechtsverletzungen fand zum ersten Mal überhaupt in den Jahren 2000 bis 2002 statt. Besonders in konservativen Kreisen werden die Geschehnisse nach wie vor häufig negiert oder verharmlost. Die von Alleg beschriebenen Methoden werden teilweise bis heute bei der Bekämpfung von Widerstandsbewegungen angewendet, etwa im algerischen Bürgerkrieg der 1990er-Jahre. Dabei bekämpfte die aus der früheren Widerstandsbewegung FLN des Algerienkriegs hervorgegangene Regierung – die Alleg 1965 ins Exil getrieben hatte – verschiedene islamistische Terror- und Guerilla-Gruppen in einem „schmutzigen Krieg“ (Le Monde Diplomatique).

## Inhaftierung und Rückkehr nach Frankreich
Alleg wurde von einem Militärgericht in Algier zu zehn Jahren Freiheitsstrafe verurteilt und in einem Gefängnis in der Bretagne inhaftiert. Er floh mit Hilfe bretonischer Kommunisten im Oktober 1961 aus der Haft und hielt sich in der Tschechoslowakei auf. Nach der Unabhängigkeit Algeriens konnte er 1962 nach Algier zurückkehren und dort wieder publizistisch und politisch tätig werden.
1965 wurde er von einem neuen algerischen Regime unter Houari Boumedienne gezwungen, Algerien zu verlassen und übersiedelte nach Frankreich. Dort war er weiterhin journalistisch, publizistisch und in der Kommunistischen Partei Frankreichs (PCF) politisch tätig, schrieb verschiedene politische Bücher, gab ein Buch über den Algerienkrieg heraus und schrieb eine Autobiografie. Im Jahr 2001 sagte er als Zeuge gegen den Fallschirmjägergeneral Paul Aussaresses wegen dessen Beteiligung an den Folterungen im Algerienkrieg aus.

## Schriften (Auswahl)
- Mémoire algérienne: souvenirs de luttes et d’espérances. Stock, Paris 2005.
- Requiem pour l’Oncle Sam. Messidor, Paris 1991.
- U.R.S.S. et les juifs. Messidor, Paris 1989.
- (Hrsg.:) La Guerre d’Algérie. 3 Bände. Temps actuels, Paris 1981.
- Prisonniers de guerre. Éditions de Minuit, Paris 1961.
  - Kriegsgefangene. Aus d. Franz. übers. von Elisabeth Eichholtz. Aufbau-Verlag, Berlin 1962.
- La Question. Einleitung v. Jean-Paul Sartre. Éditions de Minuit, Paris 1958.
  - Die Folter. Mit Geleitwort von Jean-Paul Sartre und Eugen Kogon. K. Desch, Wien 1958.
  - Die Folter. Aus dem Französischen von Albert Feith. Herausgeber: Verband der Deutschen Presse. Aufbau-Verlag, Berlin 1958